# Željka Horvat-Vukelja
Željka Horvat-Vukelja (Sinj, 25. srpnja 1952.) hrvatska je književnica za djecu i dramaturginja.

## Životopis
Rodila se u Sinju. Rano je djetinjstvo provela u Šibeniku. U Zadru je završila osnovnu školu i gimnaziju, a romanistiku na Filozofskom fakultetu u Zagrebu. Devet je godina radila u osnovnoj školi kao nastavnica francuskog jezika. Od 1986. do umirovljenja 2014. bila je urednica časopisa Modra lasta.  Zatim je devet godina radila u privatnoj glazbenoj školi i istraživala načine glazbenog odgoja i obrazovanja predškolske djece.
Članica je Društva hrvatskih književnika i Hrvatskog društva dramskih umjetnika (HDDU).
Živi u Velikoj Gorici.

## Književno stvaralaštvo
Željka Horvat-Vukelja objavila je tristotinjak kratkih priča u tisku i na Hrvatskom radiju te dvadesetak igrokaza za djecu. Njezini tekstovi su u čitankama te na popisu lektire u nižim razredima osnovne škole. Osobito je poznata po slikopričama - kratkim pričama u kojima se neke riječi zamjenjuju sličicama. Na kanalu YouTubeu njezine videopriče bilježe veliku gledanost.
Više od 30 godina održava književne susrete u školama, gradskim knjižnicama i dječjim vrtićima. Povremeno gostuje na Učiteljskom fakultetu u Zagrebu. 
Specijalnost su joj pričokazi, koje je osmislila kao novu književno-scensku formu - kombinaciju priče i kratkog igrokaza u kojem gledatelji aktivno sudjeluju.
Godine 2021. bila je ambasadorica državne kampanje Čitaj mi!.
Hrvatsko knjižničarsko društvo izabralo ju je 2024. godine za predstavnicu Hrvatske u izboru za dodjelu međunarodne nagrade ALMA - Astrid Lindgren Award.
Njezine radioigre za djecu emitirane su na Hrvatskom radiju: Pobuna riječi,  Priča o priči, Putovanje patuljka Zvončića, Tko je glavni, Leteći glasovir.
Igrokazi Reumatični kišobran (postavljen 2005.) i Hrabrica (postavljen 2015.) na repertoaru su Gradskog kazališta Žar ptica.

## Djela

### Slikovnice
- Hrabrica, prvo izdanje Mladost, Zagreb, 1990.
- Balončica, prvo izdanje Mladost, Zagreb, 1990.
- Panjoglav, prvo izdanje Mladost, Zagreb, 1990.
- Poplava iz šalice kave, Školska knjiga, Zagreb, 1988.
- Slikopriče, Školska knjiga, Zagreb, 1995.
- Zdenko Slovojed, Kašmir promet, Zagreb, 2000.
- Reumatični kišobran, zbirka igrokaza, DiVič, Zagreb, 2001.
- Kako je kornjača išla na ljetovanje, Mozaik knjiga, Zagreb, 2001.
- Nove slikopriče, Školska knjiga, Zagreb, 2001.
- Petra uči plivati, Školska knjiga, Zagreb, 2003.

- Miško u cirkusu, Kašmir promet, Zagreb, 2003.
- Leteći glasovir, Školska knjiga, Zagreb, 2003.
- Pijanistica, Školska knjiga, Zagreb, 2004.
- Zelene slikopriče, Školska knjiga, Zagreb, 2017.
- Panika u kući pod morem, Naklada Ljevak, Zagreb, 2019.
- Tajna nestalih igračaka, Naklada Ljevak, Zagreb, 2019.
- Magdalenina knjižnjica na kotačima, GK „Fran Galović“, Koprivnica, 2020.
- Nestrpljiva čizmica, Salesiana, Zagreb, 2023.
- Bojanka svetog Nikole, Salesiana, Zagreb, 2023.

### Prozne knjige
- Šiškabališka, Narodno sveučilište, Velika Gorica, 1984.
- Putovanje patuljka Zvončića, Mozaik knjiga, Zagreb, 1997.
- Reumatični kišobran i još deset pričokaza, Školska knjiga, Zagreb, 2007.
- Božićna želja Mame Pinije, Salesiana, Zagreb, 2024.

### Stručne knjige
- Igra je igra je igra (suatorice: Višnja Anić i Vera Hruš), priručnik za nastavnike stranih jezika, Školska knjiga, 1985.
- En français, s'il vous plaît (suautorice: Ivana Batušić i Yvonne Vrhovac), udžbenik i priručnik za učenje francuskog jezika u 7. razredu osnovne škole, Školska knjiga, prvo izdanje 1986.
- En français, s'il vous plaît (suautorice: Ivana Batušić i Yvonne Vrhovac), udžbenik i priručnik za učenje francuskog jezika u 8. razredu osnovne škole, Školska knjiga, prvo izdanje 1987.
- Un, deux, trois nous voilà (suatorice: Yvonne Vrhovac, Andrea-Beata Jelić i Mirella Topličanec), udžbenik i radna bilježnica za učenje francuskog jezika u 1. razredu osnovne škole, Školska knjiga, 2005.
- Pričom do glazbe (suautorica Petra Heisinger), Glazbaonica Ljubav, Zagreb, 2019.

### Radioigre za djecu
- Pobuna riječi (1973.)
- Priča o priči (1976.)
- Putovanje patuljka Zvončića (1996.)
- Tko je glavni (2006.)
- Leteći glasovir (2011.)
- Hrabrica (2019.)

Sve radioigre emitirane na Hrvatskom radiju (Dječji i obrazovni program).

### Kazališni tekstovi
- Priča u C-duru, Muzička omladina, sezona 1988./1989., KD Vatroslava Lisinskog
- Reumatični kišobran (2005.), Gradsko kazalište Žar ptica
- Hrabrica (2014., dramaturginja Marijana Nola), Gradsko kazalište Žar ptica

1. ↑  Željka Horvat-Vukelja, životopis  Arhivirana inačica izvorne stranice od 2. travnja 2016. (Wayback Machine), kasmir-promet.hr, pristupljeno 20. ožujka 2016.
2. ↑  Karlovac: Urednica "Modre laste" u susretu s djecom  Arhivirana inačica izvorne stranice od 4. travnja 2016. (Wayback Machine), vijestigorila.jutarnji.hr, objavljeno 12. ožujka 2009., pristupljeno 21. ožujka 2016.
3. ↑  Željka Horvat Vukelja - detalji člana, Hrvatsko društvo dramskih umjetnika, pristupljeno 21. ožujka 2016.
4. ↑  Mejra Vindakijević (urednica), Emisije: Priča za laku noć, Hrvatski radio, pristupljeno 20. ožujka 2016.
5. ↑  Željka Horvat-Vukelja, Reumatični kišobran, Gradsko kazalište žar ptica (internetske stranice),  pristupljeno 20. ožujka 2016.
6. ↑  Bojana Radović, Željka Horvat-Vukelja u "Žar ptici": Hrabrica za malu djecu nadahnuta kazalištem sjena, Večernji list, objavljeno 25. travnja 2015., pristupljeno 20. ožujka 2016.

## Vanjske poveznice
- Službena stranica